# Microlepia jamaicensis
Microlepia jamaicensis là một loài thực vật có mạch trong họ Dennstaedtiaceae. Loài này được (Hook.) Fée miêu tả khoa học đầu tiên năm 1866.